# سلطان اليامي
سلطان اليامي (بالإنجليزية: Sultan Al-Yami)‏؛ مواليد 2 يونيو 1987 في، السعودية، هو لاعب كرة قدم سعودي يلعب في نادي الهداية.

## مسيرة اللاعب
لعب سابقاً لأندية القادسية والتعاون والفيصلي والعروبة والشعلة والرائد ونادي النهضة ونادي نجران ونادي الثقبة ونادي الجبيل ونادي الهداية.

## روابط خارجية
- سلطان اليامي على موقع قاعدة بيانات كرة القدم.إي يو (الإنجليزية)
- سلطان اليامي على موقع Soccerway.com (الإنجليزية)